# 実験数学
実験数学（じっけんすうがく、英語: experimental mathematics）は、数学的対象を調査し、特質や規則を発見するために計算を使用する数学へのアプローチである。それは、「数学の一分野で、実験的（ガリレオ的、ベーコン的、アリストテレス的、あるいはカント的）な方法で、予想やよりくだけた信念を探求し、その過程で得られたデータを慎重に解析することによって、究極的には数学界に洞察を成文化し発表することに関心を持つもの。」であると定義されている。
ポール・ハルモスは次のように述べている。「数学は演繹的な科学ではない-それは決まり文句だ。定理を証明しようとするとき、ただ仮定を並べ推理するのではない。試行錯誤、実験、推測をするのだ。その点では、実験技師の仕事と似ている。」

## 歴史
数学者は常に実験数学を実践してきた。バビロニア数学のような初期の数学の記録は、代数的恒等式を説明する数値例のリストで構成されているのが一般的である。しかし、17世紀に始まる近代数学では、結果を最終的に形式的かつ抽象的に発表する伝統が発達した。そのため、数学者が一般的な定理を導き出したと思われる数値例は発表されず、忘れ去られてしまった。
20世紀になって、電子計算機が発明され、それ以前の数学者たちとは比較にならないほどの速さと精度で、実現可能な計算の幅が大きく広がったため、実験数学は独立した研究分野として再浮上してきたのである。実験数学の重要な節目と成果は、1995年に発見された π の二進数に対するベイリー＝ボールウェイン＝プラウフの公式である。この公式は、形式推論ではなく、コンピュータ上での数値探索によって発見され、その後、厳密な証明がなされた。

## 目的および用途
実験数学の目的は、「理解と洞察を生み出すこと、予想を生み出し確認または比較すること、そして一般的に、専門の研究者と初心者の両方にとって数学をより具体的に、活発に、楽しくすること」である。
実験数学の用途は以下のように定義されている。
1. 洞察力と直観力を身につける。
2. 新しいパターンや関係性を発見する。
3. グラフ表示を使って数学の基本原理を示唆する。
4. 予想を検証し、特にその誤りを示す。
5. 可能性のある結果を探求して、それが正式な証明に値するかどうかを確認する。
6. 形式的な証明のためのアプローチを提案する。
7. 長時間の手作業による導出をコンピュータによる導出に置き換える。
8. 解析的に導出された結果を確認する。

## 道具と技術
実験数学では、積分や無限級数の近似値を計算するために数値解析を用いる。これらの値を高精度（通常100桁以上の有効数字）に設定するために、任意精度演算がしばしば用いられる。そして、これらの値と数学定数との関係を探索するために、整数関係アルゴリズムが使用される。高精度の値を用いることで、数学的な偶然の一致を真の関係と見誤る可能性を低くすることができる。予想される関係の形式がわかれば、形式的な証明は容易に見つかることが多い。
反例を求める場合、あるいは大規模な網羅的証明を試みる場合には、分散コンピューティング技術を利用して複数のコンピュータで計算を分担することもある。
一般的な数学ソフトウェアや、高効率が要求される問題の攻略のために書かれた特定分野のソフトウェアが頻繁に使用される。実験用数学ソフトウェアには通常、ハードウェアやソフトウェアのエラーによって結果が無効になる可能性を最小限に抑えるために設計された誤り検出訂正メカニズム、完全性チェック、冗長計算が含まれている。

## 応用と例
実験数学の応用や例としては、以下のようなものが存在する。
- 予想に対する反例の調査
  - Roger Fryeは実験数学の手法を用いて、オイラーの累乗和予想に対する最小の反例を発見した。
  - ZetaGrid（英語版）プロジェクトは、リーマン予想の反例を探すために立ち上げられた。
  - Tomás Oliveira e Silva[7]はコラッツ予想の反例を探した。
- 特定の性質を持つ数や物体の新しい例の調査
  - 新しいメルセンヌ素数を探す「GIMPS」。
  - Great Periodic Path Huntは新しい周期的な経路を探している。
  - distributed.netのOGRプロジェクトは最適なゴロム定規を探している。
  - Riesel Sieveプロジェクトは最小のリーゼル数を探している。
  - Seventeen or Bustプロジェクトは最小のシェルピンスキー数を探している。
- 偶然による数値パターンの調査
  - エドワード・ローレンツは、数値気象モデルの異常な振る舞いを調査し、カオス力学系の初期の例であるローレンツ・アトラクターを発見した。
  - ウラムの螺旋は偶然に発見された。
  - ウラム数のパターンは偶然に発見された。
  - ミッチェル・ファイゲンバウムによるファイゲンバウム定数の発見は、当初は数値的な観察に基づき、その後、厳密な証明に至った。
- コンピュータプログラムを用いた、大規模だが有限のケースをチェックすることによるコンピュータ支援による網羅的な証明の完成
  - トーマス・C・ヘイルズ（英語版）によるケプラー予想の証明。
  - 四色定理の様々な証明
  - クリメント・W・H・ラム（英語版）（林永康）による、位数10の有限射影平面の非存在の証明[8]。
  - Gary McGuireは、一意的に解ける最小の数独には17のヒントが必要であることを証明した[9]。
- 解析的証明の探求の動機付けとなる予想の記号的検証（コンピュータ代数（英語版）による）
  - 水素分子イオンとして知られる量子三体問題の特殊なケースに対する解は、標準的な量子化学の基底セットを見つけた後、ランベルトのW函数の一般化という観点から、すべて同じ一意的な解析解につながることに気付いた。この研究に関連して、これまで知られていなかった低次元における重力理論と量子力学の関連性が明らかにされた（「量子重力」およびその関連文献を参照）。
  - 相対論的多体系力学の領域、すなわち時間対称なWheeler-Feynman吸収体理論（英語版）では、粒子 i に作用する粒子 j の高度なリエナール・ヴィーヘルト・ポテンシャルと粒子 j に作用する粒子 i の対応ポテンシャルの間の等価性が {\displaystyle 1/c^{10}} オーダーに渡って徹底的に実証されてから数論的に証明された。Wheeler-Feynman理論は、量子非局所性のために再び関心を集めている。
  - 線形光学の分野では、非等方性媒質中を伝播する超短光パルスに対する電場の包絡線の級数展開が検証された。これまでの級数展開は不完全であったが、その結果、実験によって正当性が証明された余分な項が明らかになった。
- 無限級数、無限積、積分の評価（記号積分も参照）。通常は高精度の数値計算を行い、その値に一致する数学定数の線型結合を整数関係アルゴリズム（逆記号計算機など）を用いて求める方法である。例えば、次のような恒等式は、1993年にJonathan Borweinの学生であるEnrico Au-Yeungがコンピュータ検索とPSLQアルゴリズムを用いて再発見したものである[10][11]。

{\displaystyle {\begin{aligned}\sum _{k=1}^{\infty }{\frac {1}{k^{2}}}\left(1+{\frac {1}{2}}+{\frac {1}{3}}+\cdots +{\frac {1}{k}}\right)^{2}={\frac {17\pi ^{4}}{360}}\end{aligned}}}
- 視覚的な調査
  - 『インドラの真珠（英語版）』では、David Mumfordらがメビウス変換やSchottky群（英語版）のコンピュータ画像を用いて群の様々な性質を調べ、多くの推測に説得力を与え、さらなる探究心を誘った[12]

## もっともらしいが真でない例
いくつかのもっともらしい（plausible）関係の中には時に非常に高い精度をもち、それでもなお真ではないものもある。その一例が次に示す式である。
{\displaystyle \int _{0}^{\infty }\cos(2x)\prod _{n=1}^{\infty }\cos \left({\frac {x}{n}}\right)\mathrm {d} x={\frac {\pi }{8}}}
この式の両辺は、実際には小数点以下42桁目以降で一致しない。
もう1つの例は、xn − 1 のすべての因子の高さの最大値（係数の絶対値の最大値）が、n番目の円分多項式の高さと同じように見えるということである。これは、n < 10000の場合は正しいことがコンピュータによって示され、すべてのnについて正しいと予想された。しかしながら、より大規模なコンピュータ検索により、n = 14235では、n番目の円分多項式の高さが2であるが、因子の最大の高さは3であり、この予想は成立しないことが示された。

## 研究者
以下の数学者およびコンピュータ科学者は、実験数学の分野で顕著な貢献をしている。
- Fabrice Bellard
- デイヴィッド・H・ベイリー（英語版）
- ジョナサン・ボールウェイン（英語版）
- David Epstein
- Helaman Ferguson
- ロナルド・グラハム
- トーマス・C・ヘイルズ（英語版）
- ドナルド・クヌース
- クリメント・W・H・ラム（英語版）
- オーレン・パタシュニク
- サイモン・プラウフ
- エリック・ワイスタイン（英語版）
- スティーブン・ウルフラム
- Doron Zeilberger
- A.J. Han Vinck

## 参考となる図書など
- Borwein, Jonathan; Bailey, David (2004). Mathematics by Experiment: Plausible Reasoning in the 21st Century. A.K. Peters. ISBN 978-1-56881-211-3
- Borwein, Jonathan; Bailey, David; Girgensohn Roland (2010). Experimentation in Mathematics: Computational Paths to Discovery. A. K. Peters. ISBN 1-56881-136-5